# تاينان
تاينان : مدينة تقع في جنوب تايوان، وتعتبر إحدى أقدم مدن البلاد. لُقّبت بسبب تاريخها المليء بالتغيرات والأحداث المتقلبة بالمدينة العنقاء. يعتقد أن كلمة تايوان قد اشتقت من تاينان.
أُنشئت المدينة بشكلها الحالي من قبل شركة الهند الشرقية الهولندية إبان الحقبة التي سيطر فيها الهولنديون على تايوان. ظلت تاينان عاصمة للبلاد حتى بعد هزيمة الهولنديين من قبل مملكة تونغنينغ. أما في الوقت الحاضر، فتعد تاينان عاصمة البلاد الثقافية. يدين الغالبية العظمى من سكان تاينان بالبوذية أو الطاوية.
تعتبر مدينة تاينان أكبر خامس مدينة في تايوان من حيث عدد السكان، حيث يبلغ عدد سكانها 1،876،706 نسمة.

## المناخ
تمتاز تاينان بمناخ شبه مداري رطب. يعتبر مناخ المدينة حار رطب بشكل عام. على الرغم من ذلك، تنخفض درجة الحرارة في فصل الشتاء بشكل ملحوظ.
تسقط الأمطار على تاينان في الفترة ما بين أبريل وسبتمبر، بينما تكون نادرة السقوط ما بين أكتوبر ومارس.

## الجغرافيا
تقع تاينان على الساحل الجنوبي الغربي لجزيرة تايوان. يبلغ عدد سكانها 1،876،706 نسمة.

## الاقتصاد
كان الإقتصاد يعتمد على الصناعات المحلية فقط، لكنه تطور بشكل كبير وأصبح يعتمد على صناعة الإلكترونيات والبصريات وغيرها من الصناعات الدقيقة. كما يعتمد على الصناعات الغذائية والبلاستيكية وأصبحت تشكّل بذلك مركزا صناعيا رئيسيا في البلاد.
تشكل الزراعة جانباً مهما من اقتصاد المدينة. تشتهر المدينة بزراعة العديد من المحاصيل أهمها: الأرز، المانجو، الأناناس، قصب السكر وغيرها.
كما يعتمد اقتصاد تاينان على السياحة. وفقا لإحصائيات عام 2010، كان عدد الزائرين للمدينة ما يقارب 3،5 مليون زائر، معظمهم من السكان المحليين لتايوان. تحتوي المدينة على عدد من القنادق الفخمة المجهزة لإستقبال السياح.

## الرياضة
كرة القاعدة : هي الرياضة الأكثر شعبية في تاينان. ينتمي للمدينة نادي (Uni-President Lions) الذي يعتبر واحدا من أنجح أندية البلاد.

## مشاهير
- أنج لي
- روبرت سوينهو
- تشو جويو

## العلاقات الدولية

### المدن التوأمة

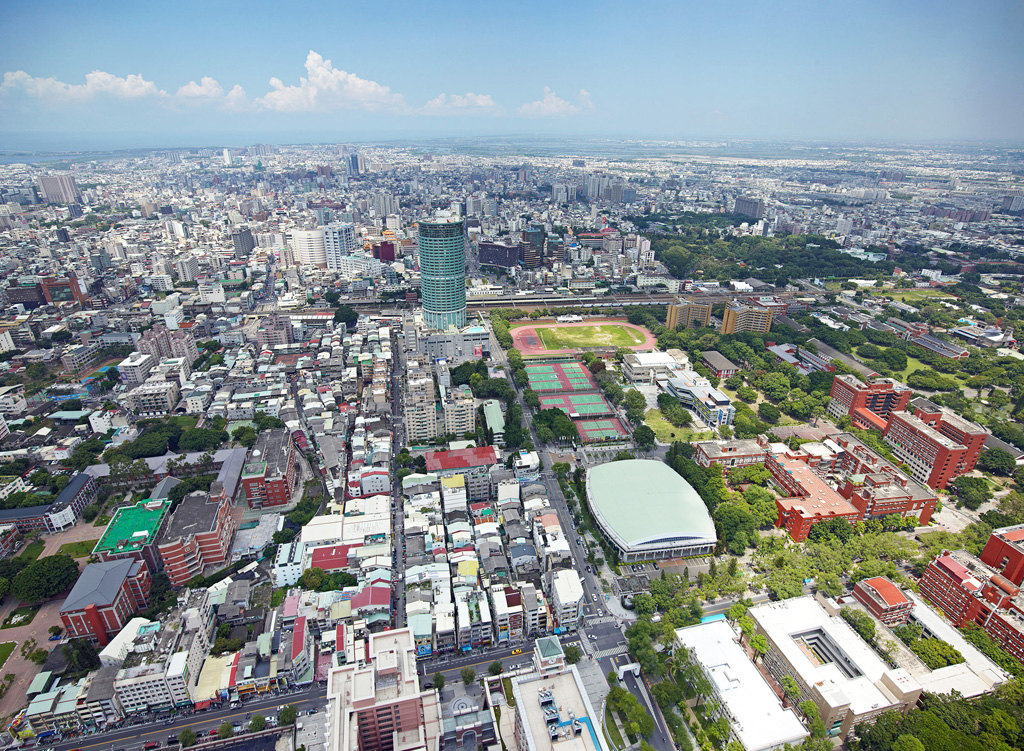
مركز تاينان

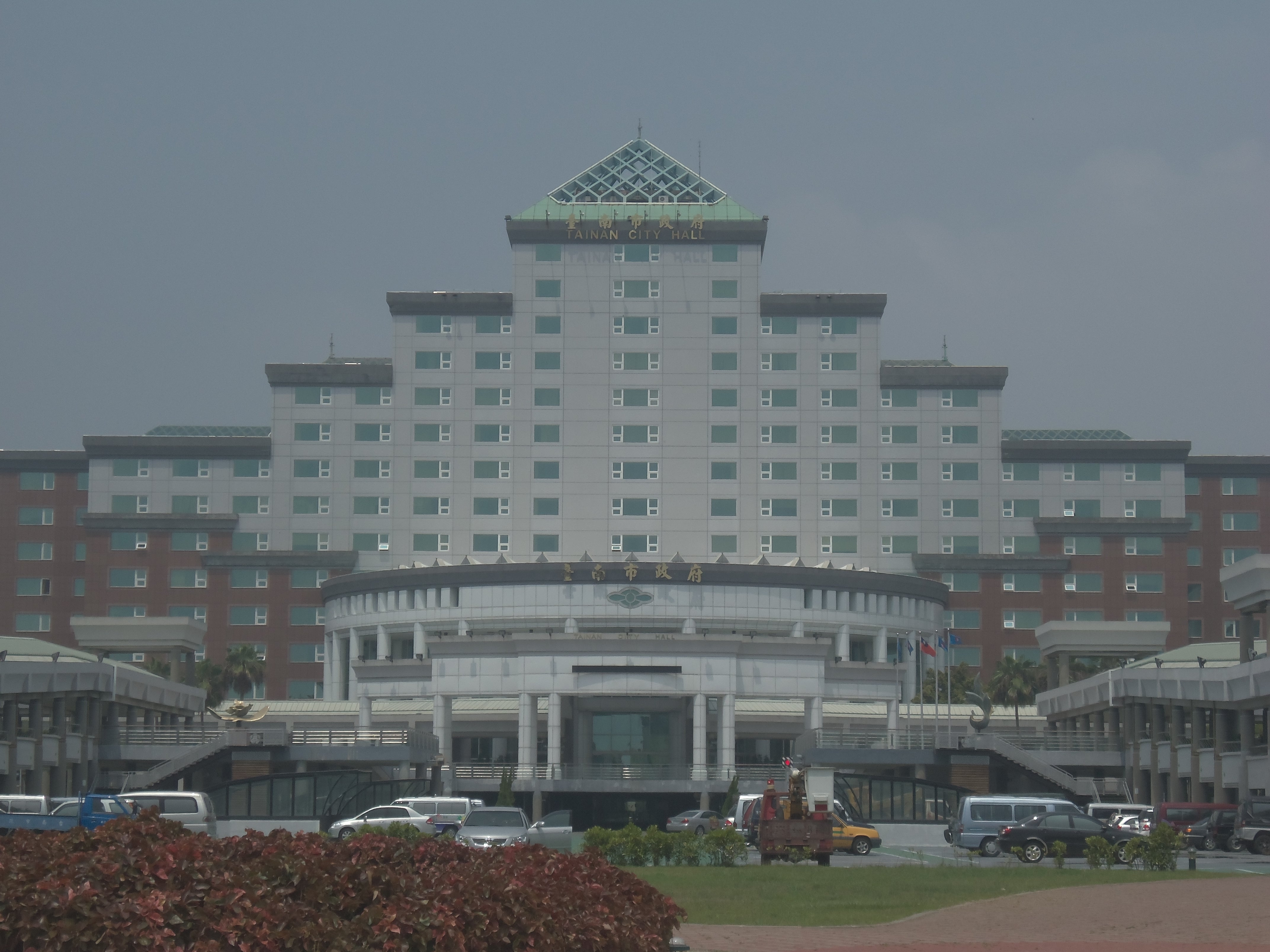
مبنى الحكومة في تاينان

- مونتيري، مونتيري، كاليفورنيا, الولايات المتحدة (1965)
- غوانغجو, كوريا الجنوبية (1968)
- سان هوزيه، كاليفورنيا الولايات المتحدة (1977)
- كانزاس سيتي، ميزوري الولايات المتحدة (1978)
- باساي سيتي, الفلبين (1980)
- كافيت سيتي, الفلبين (1980)
- تاغايتا سيتي, الفلبين (1980)
- تريس ماتريس سيتي, الفلبين (1980)
- كولومبوس، أوهايو الولايات المتحدة (1980)
- سانتا كروز دي لا سييرا, بوليفيا (1981)
- بورت إليزابيث, جنوب إفريقيا (1982)
- أورلاندو، فلوريدا الولايات المتحدة (1982)
- غولد كوست, أستراليا (1982)
- فير بانكس, الولايات المتحدة (1983)
- أوكلاهوما سيتي، أوكلاهوما, الولايات المتحدة (1986)
- هنتسفيل، ألاباما, الولايات المتحدة (1986)
- كاربوندال, إلينوي, الولايات المتحدة (1991)
- لوفان, بلجيكا (1993)
- رعنانا, إسرائيل (1999)
- زاكابا, غواتيمالا (2003)
- إلباغ, بولندا (2004)
- رايب, الدنمارك (2005)

#### علاقات ودية
لا تعتبر هذه المدن توائم رسميا.
- سنداي، اليابان (2006)
- نيكو، اليابان (2009)
- ألميرا، هولندا (2009)